# Chief constable
Chief Constable désigne le chef de la police de chaque force de police au Royaume-Uni, à l'exception de la police de la ville de Londres et de la police métropolitaine. Il est également attribué aux chefs des trois forces de police nationales « spéciales » : la British Transport Police, la Ministry of Defence Police et la Civil Nuclear Constabulary. Ce titre est également détenu par les chefs des principales forces de police des dépendances de la Couronne, notamment la police de l'île de Man, le service de police des États de Guernesey et la police des États de Jersey, ainsi que par la police des zones de base souveraines à Chypre. De plus, le titre était, de plein droit, attribué au président de l'Association des chefs de police en vertu de la loi sur la réforme de la police de 2002. Enfin, il était également le titre du chef de la police de la Royal Parks Constabulary jusqu'à la dissolution de cette agence en 2004.